# 中国病毒
中国病毒（英語：/），又译支那病毒、中国人病毒、华人病毒、中共病毒是在2020年2019冠状病毒病疫情期间，一些人对引发2019冠状病毒病的病毒严重急性呼吸系统综合征冠状病毒2的称呼，其中美国总统唐纳德·特朗普因使用这一称呼而引发大量争议。特朗普于2020年3月16日在Twitter的中使用这一称呼，后又多次使用。
特朗普稱因為「病毒來自中國」而使用該稱呼。该称呼被部分人士认为涉及对中国裔、华裔乃至亚裔美国人的种族歧视，并遭到中华人民共和国外交部反对。他本人及部分支持人士认为是因为中国搞阴谋论，宣称美軍传播病毒在先，这並未涉及种族歧视，只是导正视听，并举出埃博拉病毒等例子。3月24日，特朗普曾宣布不再使用这一称呼。但是，其後在社交媒體和公開場合仍然多次使用「中国病毒」、「中国人病毒」、「功夫流感」等稱呼。

## 使用

### 媒体
2020年1月29日，澳大利亚《先驱太阳报》在报道疫情时，将新型冠状病毒称为“Chinese virus”（中国病毒），并将“pandamonium”（混乱、骚动）中的panda（熊猫）字样标色强调。2020年2月5日，加拿大不列颠哥伦比亚省地方报纸《省報》在头版标题中写有“B.C.省第二起中国病毒病例”（2nd China Virus Case in B.C），引发争议。2月7日晚，《温哥华太阳报》和《省報》主编哈罗德·门罗在接受采访时表示将新型冠状病毒称为“中国病毒”，是一种从地理上定位该病毒起源的方法，并不是歧视。他向当地华裔社区道歉，并称不会在标题中再使用这些词。此外，亦有对中国共产党持反对立场的媒体或媒体人，将该病毒称为中共病毒。

### 唐纳德·特朗普
2020年3月11日，美国众议院委员会针对美国疫情举行了一场听证会，美国疾病控制与预防中心主任罗伯特·雷德菲尔德回应提问时称，美国确实有原本诊断为患流感，但实际却因感染新冠病毒而死亡的情况。次日，中华人民共和国外交部发言人赵立坚在推特上转载了《环球时报》推特的相关视频，并用中文、英文分别发出两条配文，指责美国隐瞒疫情真相，并指出可能是10月到武汉参加2019年世界军人运动会的美国军人把病毒带到了武汉：
|  | 美国疾控中心主任被抓了个现行。零号病人是什么时候在美国出现的？有多少人被感染？医院的名字是什么？可能是美军把疫情带到了武汉。美国要透明！要公开数据！美国欠我们一个解释！ |

3月17日，美国总统唐纳德·特朗普在推特上表示，美国将支持受疫情影响的行业，其中将病毒称为“中国病毒”（Chinese Virus）：
此后，特朗普多次使用“中国病毒”一词，并被指责涉嫌种族主义并助长歧视。特朗普回应称“这一点也不种族主义，（因为）病毒来自中国”（It's not racist at all, no, not at all. It comes from China.）。3月18日，特朗普在白宫记者会上表示，中华人民共和国发布虚假的信息，诬捏美国军人把病毒传到中华人民共和国，因此使用“中国病毒”一词“以正视听”。他表示会使用这一词语是因为这是病毒的来源地，病毒确实来自中华人民共和国，所以“中国病毒”毋庸置疑是一个非常准确的用词。同时他坚持声称这并不牵涉种族歧视。3月19日，特朗普在白宫出席疫情记者会时，再次使用“中国病毒”一词来称呼。《华盛顿邮报》摄影记者贾宾·博茨福德（Jabin Botsford）拍摄到其讲稿上的中的被划掉並改成。
3月23日，特朗普在推特表示，新型冠状病毒在美国的传播不是亚裔美国人的错。次日，特朗普接受福斯新聞頻道采访时表示，他决定不再称新冠病毒为“中国病毒”。
但特朗普后来表示自己不后悔使用“中国病毒”这一说法，因为他“参考了其他传染病用地名命名的情况”。贾宾·博茨福德则在同日再次拍摄到了记者会讲稿，其中特朗普将有关“中国病毒”（Chinese Virus）的内容删掉，并加入一段有关“保护亚裔美国人”的段落。同日，美国国务卿邁克·蓬佩奧表示，自己虽然不再使用“中国病毒”一词，但坚持表示“病毒起源于中国武汉”。次日，七大工业国组织（G7）国家外长举行视频会议。蓬佩奥坚持要在联合声明中使用“武汉病毒”（Wuhan virus）一词，但遭到其它国家反对，联合声明未予发表，这是G7在历史上首次没有发表联合声明。七国最后分别发表了声明。
5月25日，特朗普在推特中再次使用“中国病毒”一詞。
7月22日，特朗普在出席白宮疫情简报会時提及4次“中国病毒”。
2020年9月22日，美國總統特朗普在聯合國一般性辯論時表示；
|  | 第二次世界大战结束和联合国成立75年后，我们再次参与一场伟大的全球斗争。我们与无形的敌人——中国病毒——进行了一场激烈的斗争，它已经在188个国家夺去了无数人的生命。 |

2020年10月，特朗普感染COVID-19，但很快痊癒。特朗普在接受福克斯新聞頻道採訪時表示，「我打败了这个疯狂、可怕的中国病毒」。
2020年12月7日，前紐約市長朱利安尼確診COVID-19，特朗普再度於推特使用中國病毒一詞，表示「朱利安尼是迄今為止，紐約市史上最偉大的市長，他努力不懈揭發美國史上(迄今)最腐敗的選舉，他已經在中國病毒(China Virus)檢測中確診為陽性，願他早日康復，我們會繼續前進。」。
2021年1月19日，特朗普在总统告别演说中再次表示“中国病毒”影响了美国和全球经济。

### 其他
2020年2月10日，美国投资人凯尔·巴斯在《环球时报》总编辑胡锡进的推特留言，诅咒称“让中国病毒横扫GT（Global Times，即《环球时报》）员工和共产党的其他人”（Let the chinese virus rampage through the ranks of the GT and the rest of the communist party）。在胡锡进的要求下，该投资人删除了相关推文，但表示不会做出道歉。3月22日，西班牙说唱歌手和画家Bejo在新歌中多次唱到“virus chino”（西班牙语的“中国病毒”），被批“种族主义”，其在YouTube上发布的歌曲视频遭到大量中国大陆网民投诉。最终Bejo道歉，并称这首歌只是个幽默。

## 各方观点

### 美国

#### 
部分人士对这一言论表示支持，支持与反对者非常分明。比如美国外交关系协会高级研究员盖瑞特（Laurie Garrett）认为，这更多的是美中两个对手之间的“口水仗”。美国专栏作家和评论人士章家敦则认为，这一说法没有什么错，是孔子所主张的“正名”。总统顾问凯莉安·康威说，特朗普只是想说得准确些，认为他的意思是“病毒是从那里最先开始的”。爱荷华州共和党参议员查尔斯·E·格拉斯利（Charles E. Grassley）在推特指出：“我不明白中国为什么会生气，因为我们把起源于那里的病毒称为‘中国病毒’，我们提到1918年和1919年的西班牙流感时西班牙可从没生气。”
特朗普的支持者们（如美国名嘴比尔·马赫）称“中国病毒”的说法不是种族主义，并指出此前国际社会也有以发源地冠名疾病的做法，并以此批评中華人民共和国政府存在的腐败等问题。亚利桑那州众议员保罗·戈萨在推特发起为病毒命名的投票，四个选项分别为“中共病毒”“武汉病毒”“中国病毒”“SARS COVID-19红色死亡”（SARS COVID-19 Red death），结果“中共病毒”（CCP virus）过半数。白宫方面也在推特批评所谓“媒体假装愤怒”，指出历史上包括埃博拉病毒、西尼罗河病毒在内的其他疾病也都以地名命名。
特朗普对此的回应为：
|  | 它一点也不种族主义，不，一点也不。因为它（病毒）来自中国，我想讲得准确一点。……我对我们国家的人民有着深沉的爱，但是你们知道，中国认为……（病毒）是由美国军人造成的。这不可能，只要我还是总统就不可能发生。它（病毒）就是来自中国的。 |

#### 反对
美国演员马克·鲁弗洛在推特批评称：“当你把病毒归咎于一整个种族时，你就是在煽动人们敌视他们。”并要求特朗普“做些好点的事”（Do better）。美国疾病控制与预防中心主任罗伯特·雷德菲尔德谴责这一说法“是绝对错误和不适当的”，认为将会造成种族主义倾向。加利福尼亚州民主党议员刘云平则表示，“中国病毒”的说法使得亚裔美国人遭受到极大的种族歧视，要求特朗普“立刻停止这种不理智的言论”，呼吁共同面对。亚裔美国人法律辩护与教育基金会在推特表示：他（特朗普）当然会称之为“中国病毒”，因为他不在乎亚洲人和亚裔美国人因为对病毒的种族主义描述而遭受的仇恨和暴力。3月20日，前美国国务卿希拉里·克林顿批评称：“（特朗普）总统正在滑向种族主义言论，想转移人们注意力，（以掩盖）他未能及早认真对待病毒、广泛提供检测、为美国应对危机做好充分准备。不要上当了，不要让你的朋友和家人上当。”
美国有线电视新闻网指出，在咨询过医学专家以及参考世卫组织的指导意见后，他们认为“中国病毒”这个说法“不准确而且是污名化”。在特朗普改口后，CNN则解读为他“意在争取华裔社区的选票支持”。《纽约时报》专栏评论版则发表文章指出特朗普是“在试图转移公众注意，以掩盖其抗疫失败”。NBA前球星林书豪、民主党总统候选人乔·拜登等人也发推表示反对。推特上更是有网友指责特朗普是“美国病毒”（American Virus）。
“中国病毒”一词被全美英語教師委員會视为双言巧语，并获得了2020年的双言巧语奖。
3月19日，比尔·盖茨在Reddit上回答网民提问时，有网民问“为什么在中国病毒恶化之前就从他的职位上退下来了”，比尔回答说这与疫情无关，又指出：“我们不应该叫它中国病毒。”并肯定了中国为抗击疫情所做出的努力。
2021年5月，华裔美国人民权联盟（Chinese American Civil Rights Coalition）控告特朗普诽谤和精神伤害。該組織認為，特朗普在担任总统期间，使用“中国病毒”、“武汉病毒”、“功夫病毒”等词汇，导致针对亚裔美国人的暴力事件上升。
7月21日，众议院议长南希·佩洛西在接受CNN采访时将新型冠状病毒称为特朗普病毒（Trump Virus）。9月17日，美国众议院通过华裔众议员孟昭文提出的議案，谴责 “中国病毒”、“武汉病毒”和“功夫流感”等言论，并表示這些言論在煽動社會的反亞裔情緒。
2021年1月27日，為打擊針對亞裔的種族仇恨，美國新任總統拜登宣布禁止联邦政府官员以“武汉肺炎”、“中国病毒”等来指代2019冠状病毒病。

### 中華人民共和国
3月4日，中华人民共和国外交部发言人赵立坚在外交部例行记者会上做出回应，明确表示反对这一称呼。3月17日，外交部发言人耿爽在外交部例行记者会上再次做出回应：提出强烈愤慨、坚决反对，敦促美方立即纠正错误3月20日，外交部部长王毅与多国外长通电话时表示：“个别国家企图将中国抗击疫情污名化是不得人心的，也是不可能得逞的”。
3月24日的外交部例行记者会上，耿爽发表700余字的表态，表示美国是在“搞污名化”，要求美国停止使用这一称呼
特朗普宣布不再使用“中国病毒”的说法后，3月25日，外交部发言人耿爽在外交部例行记者会上，称中方的立场没有变化，强调病毒不分国界、不分种族，希望美方同中方和国际社会一道，共同应对疫情挑战，维护全球公共卫生安全。3月26日，耿爽还就蓬佩奥在七国集团外长视频会议后批评中国政治制度、将病毒称为“武汉病毒”做出回应，称其“用心险恶”。
中國媒體紛紛表態響應政府立場。香港《大公报》副总编辑周德武在《环球时报》上发文。复旦大学中国研究院院长张维为认为美国“想把这个‘罪名’放到中国身上”。上海《文汇报》记者郑若麟则在《新民周刊》的一篇文章中认为：“我们必须打赢这一场新的疫情舆论战。否则对疫情之后的国际关系格局中的中国会非常不利。”
在反驳支持者们以“埃博拉病毒”为例说明“中国病毒”的合理性时，《南方都市报》指出埃博拉是一条河流的名称，人们不清楚埃博拉河在哪个国家，这和“中国病毒”有本质区别。埃博拉病毒疫情最早在于埃博拉河周围的一个小镇杨布库，科学家们为了不给这个小镇增加污名，便在地图上找到了周围的埃博拉河，并以此命名。

### 世界卫生组织
世界卫生组织（WHO）根據其于2015年5月8日发布的《命名新型人类传染病的最佳实践》呼吁科学家、政府和媒体在命名新的人类传染病时遵循最佳做法，以尽量减少对国家、经济和人民不必要的负面影响。世卫紧急项目负责人迈克尔·瑞安针对“中国病毒”的称呼，在3月18日的疫情发布会上做出表态；
|  | 一直以来我们传递的信息就很清晰，病毒没有国界，不区分种族肤色和财富。我们在语言使用上要小心，应避免把病毒同个人联系在一起。我相信任何人都会后悔把病毒同种族联系在一起，这是所有人都不希望的，我们需要团结合作。2009年（H1N1）流感大流行是始于北美，我们也没把它称作北美流感。所以当遇到其他病毒时，我们采用同样的（命名）方式，避免同地域联系。我们要求每个人在这一刻都抱有团结的想法，这是需要事实并一起抗击病毒的时刻，而不是责怪谁。我们现在要确认所需要做的事情，从而确定地快速前进，同时避免将病毒同种族或其他领域相联系的表达。 |

### 其他
俄罗斯政府机关报《俄罗斯报》刊发评论文章《专家谴责“中国病毒”用语》，认为中華人民共和国政府的措施是美国不乐意见到的，故抛出“中国病毒”的说法。俄新社政治评论员德米特里·柯西廖夫认为不应赋予病毒、细菌某种国家属性。《今日俄罗斯》则指出：“当中国国内疫情逐渐得到控制，华盛顿仍然就所有同疫情有关的事情责怪中国”。前澳大利亞總理陆克文抨击此类称呼时表示，此种“幼稚”言论将有损全球应对这场危机的努力。時任欧盟驻华代表团团长郁白则称叫“中国病毒”是无意义的甩锅游戏。
在香港，部分支持泛民派的媒体指責中國政府通过“醫療外交”（向非洲多国援助医疗资源等）“轉移視線，撇清責任，把故事說成中國抗疫成功”，批评赵立坚的阴谋论是“试图制造舆论空间”。而在中華民國台湾，部分民众支持这一称呼，但也有部分民众表示不管特朗普持何用意，都不应该如此称呼，认为会给亚裔美国人和旅外台湾人带来很大麻烦。台湾《自由时报》下属的“自由评论网”则有人发文指出，这次疾病并非首个使用发源地命名的疾病，还提议“中国病毒”应改为“中共病毒”。